# Ectobius balcani
Ectobius balcani är en kackerlacksart som beskrevs av Willy Adolf Theodor Ramme 1923. Ectobius balcani ingår i släktet Ectobius och familjen småkackerlackor. Inga underarter finns listade i Catalogue of Life.